# Nyala
Tragelaphus angasii
Pour les articles homonymes, voir Nyala (homonymie).
Espèce
Synonymes
- Tragelaphus angasi[1]

Répartition géographique
Statut de conservation UICN

 LC  : Préoccupation mineure
Le nyala (Tragelaphus angasii) est une antilope du sud-est de l'Afrique appartenant à la famille des Bovinae.

## Caractéristiques

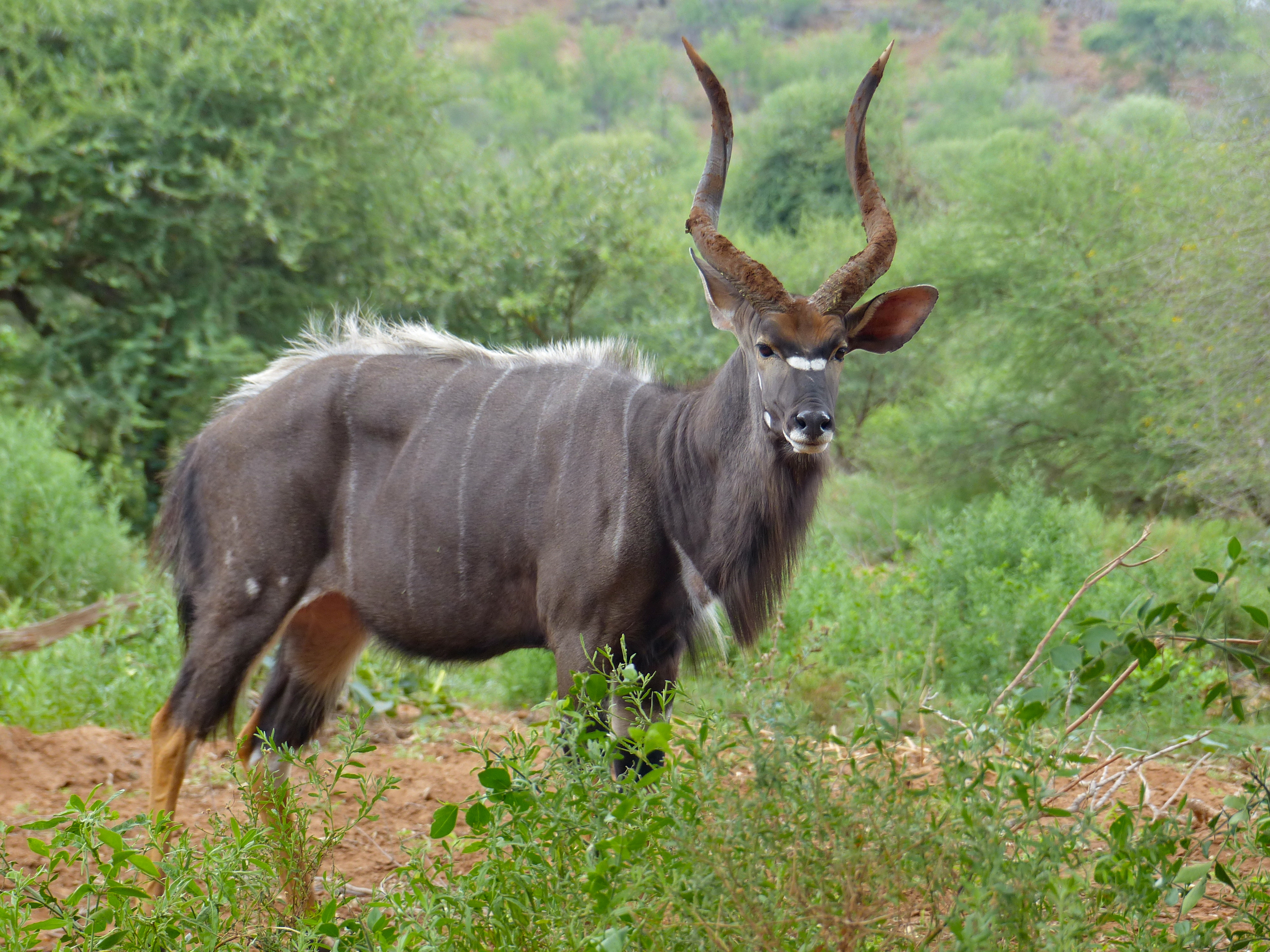
Nyala ♂ (Parc national Kruger, Afrique du Sud)

Le nyala est reconnaissable à sa robe zébrée verticalement de fines lignes blanches et à diverses taches blanches. Si le pelage de la femelle est d'un brun rougeâtre, le mâle est beaucoup plus foncé, brun ardoisé.
Le mâle possède de grandes et solides cornes élégamment arquées, ainsi qu'une crinière sur l'échine et le dos ; en période de rut il érige sa crinière pour parader devant une femelle.
Le nyala étant moyennement rapide à la course, il préfère rester sous la protection d’une végétation dense. Les nyalas peuvent néanmoins courir jusqu'à une vitesse de 48 km/h pour fuir un prédateur et faire des bonds jusqu'à 2 mètres de haut.
Il peut se dresser sur ses pattes postérieures afin d'atteindre les feuilles et les écorces des arbres.
Ses sens comme la vue et l'odorat sont bien développés et ses grandes oreilles suggèrent que le son joue un rôle spécialement important pour repérer d'éventuels prédateurs.
Il vit en groupes de 8 à 16 individus constitués de femelles, de leurs jeunes ainsi que d'un ou de plusieurs mâles. On rencontre aussi des mâles solitaires.

## Morphologie
- Poids adulte : 55 à 68 kg pour les femelles contre 70 à 120 kg pour les mâles.
- Hauteur au garrot : 85 à 110 cm (1 m en moyenne).
- Longueur du corps : 135 à 195 cm.
- Longueur de la queue : 40 à 50 cm.
- Longueur des cornes : 70 cm en moyenne, jusqu’à 80 cm au maximum, absente chez les femelles.

## Habitat
Forêts denses et savanes arborées d'Afrique du Sud-Est, à proximité de l'eau.

## Reproduction
La gestation dure 8 mois et demi, la femelle met bas un seul jeune, généralement en août ou septembre ; elle peut s'accoupler à nouveau une semaine après la mise bas.

## Alimentation
Feuilles, pousses, écorces et un peu d'herbes.

## Prédateurs
Léopards, lions, hyènes, lycaons, crocodiles.

## Longévité
Environ 10 ans dans la nature, jusqu'à 20 ans en captivité.

## Philatélie
Timbre du Burundi de 1975, valeur faciale 1 F, Y&T 647

## Photographie

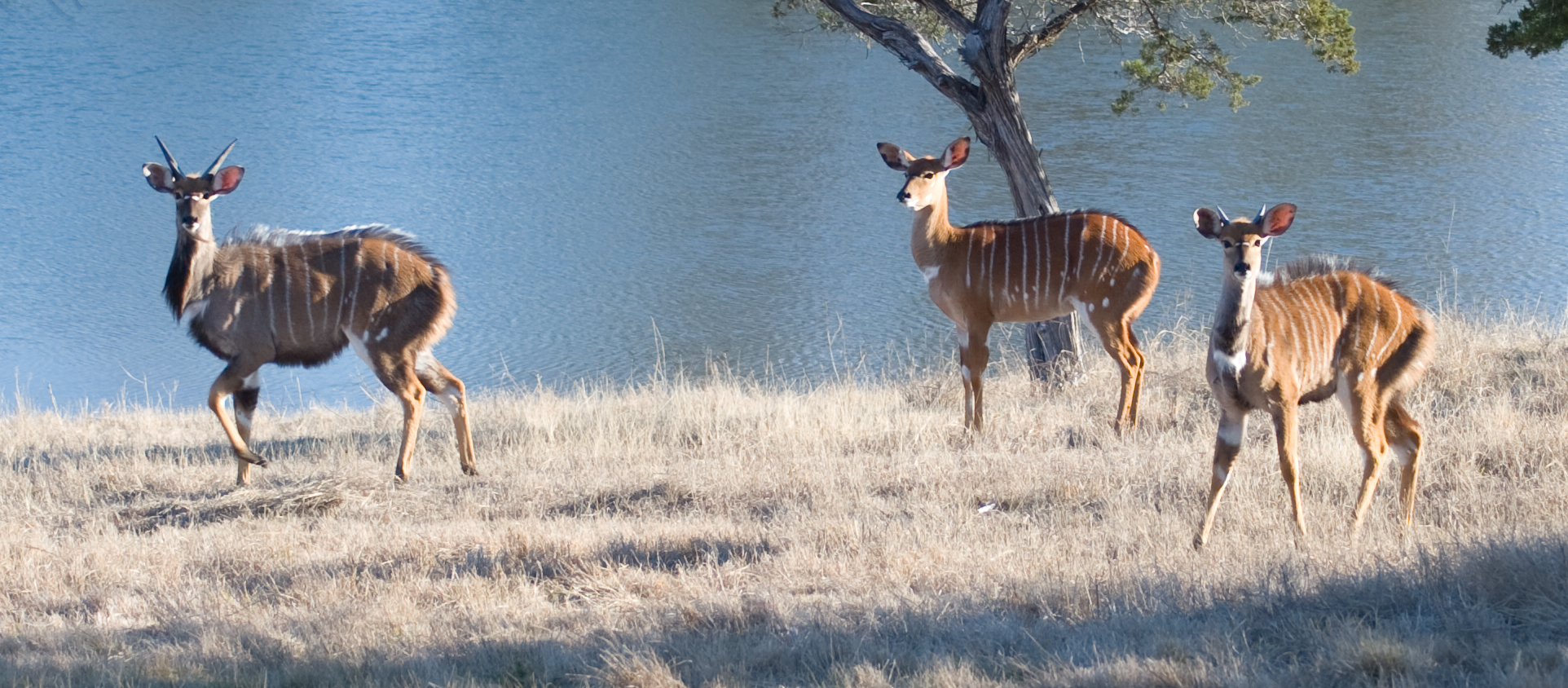
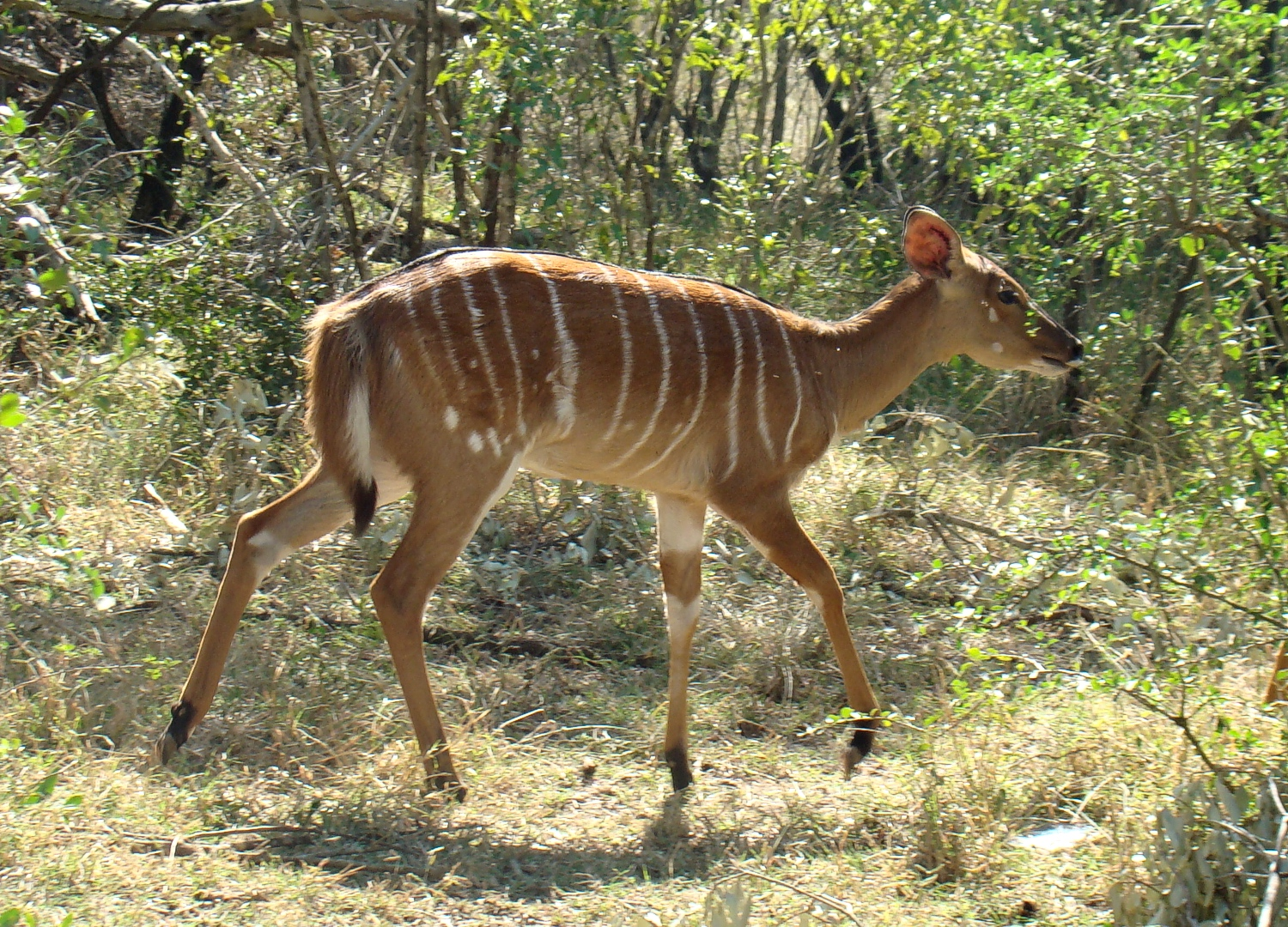
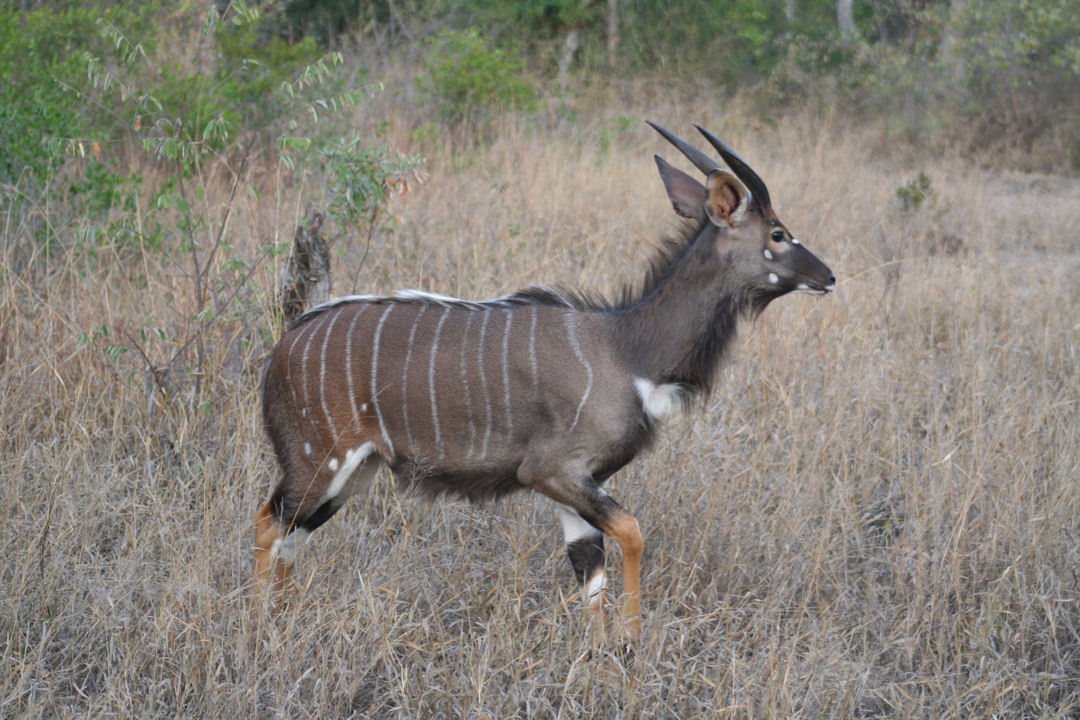
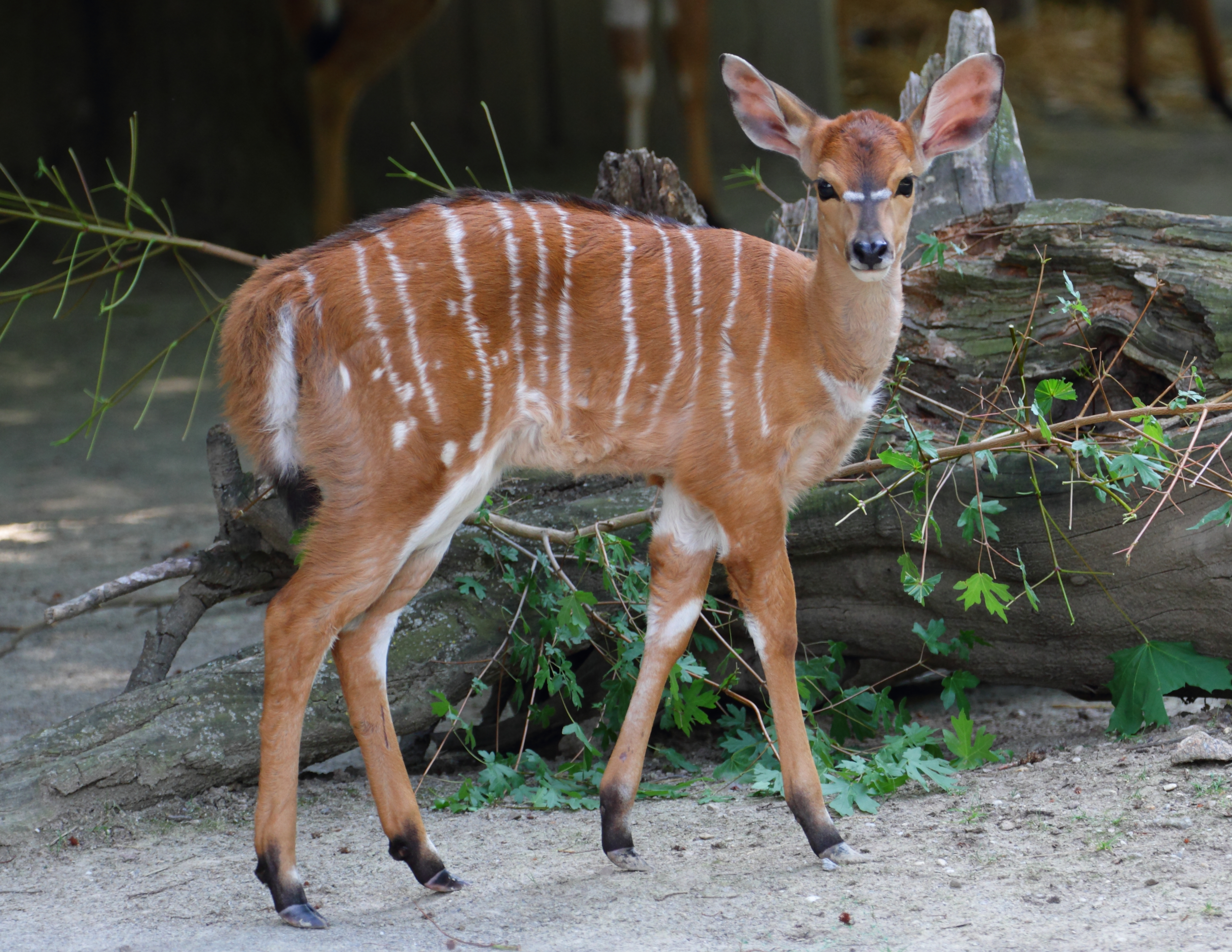
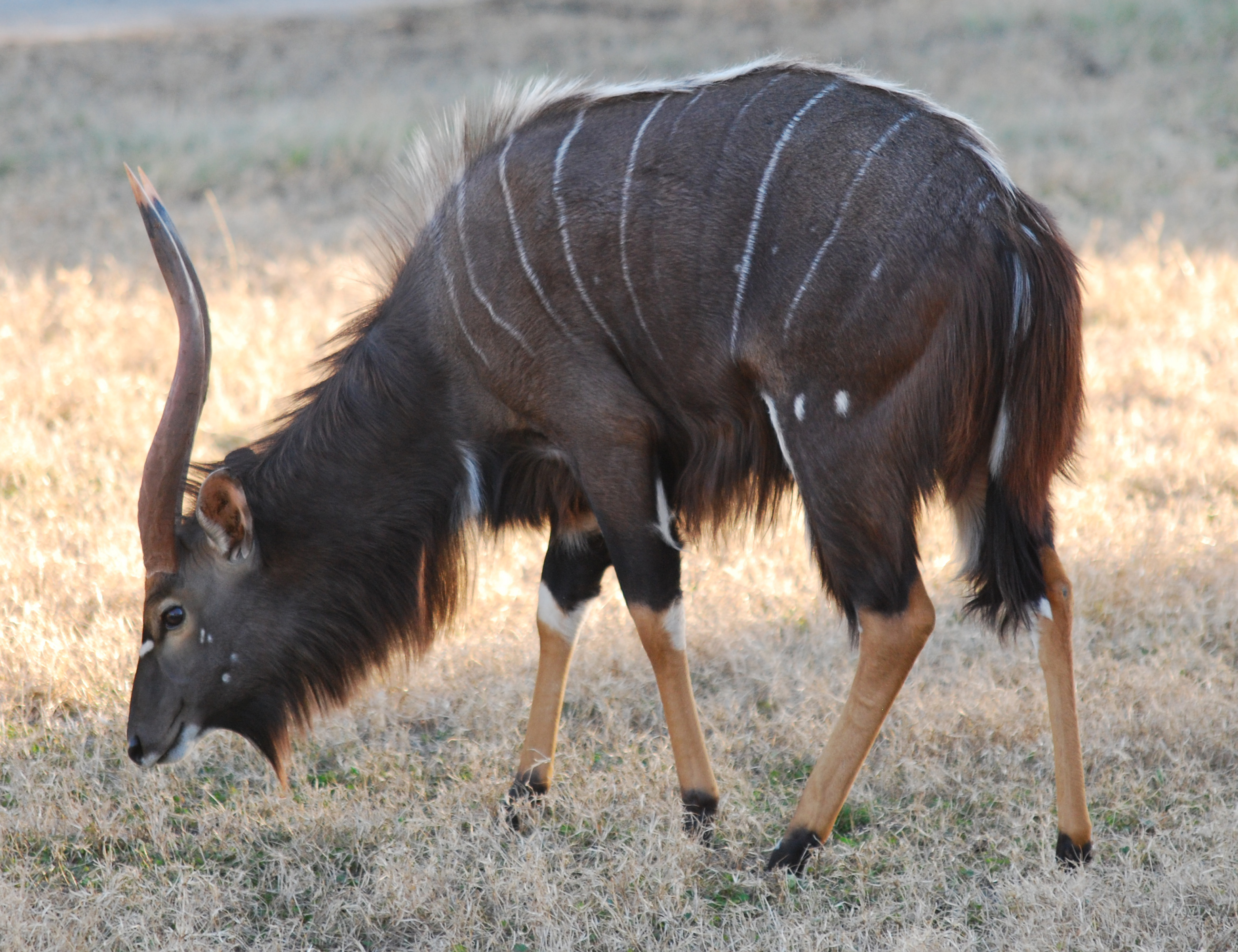
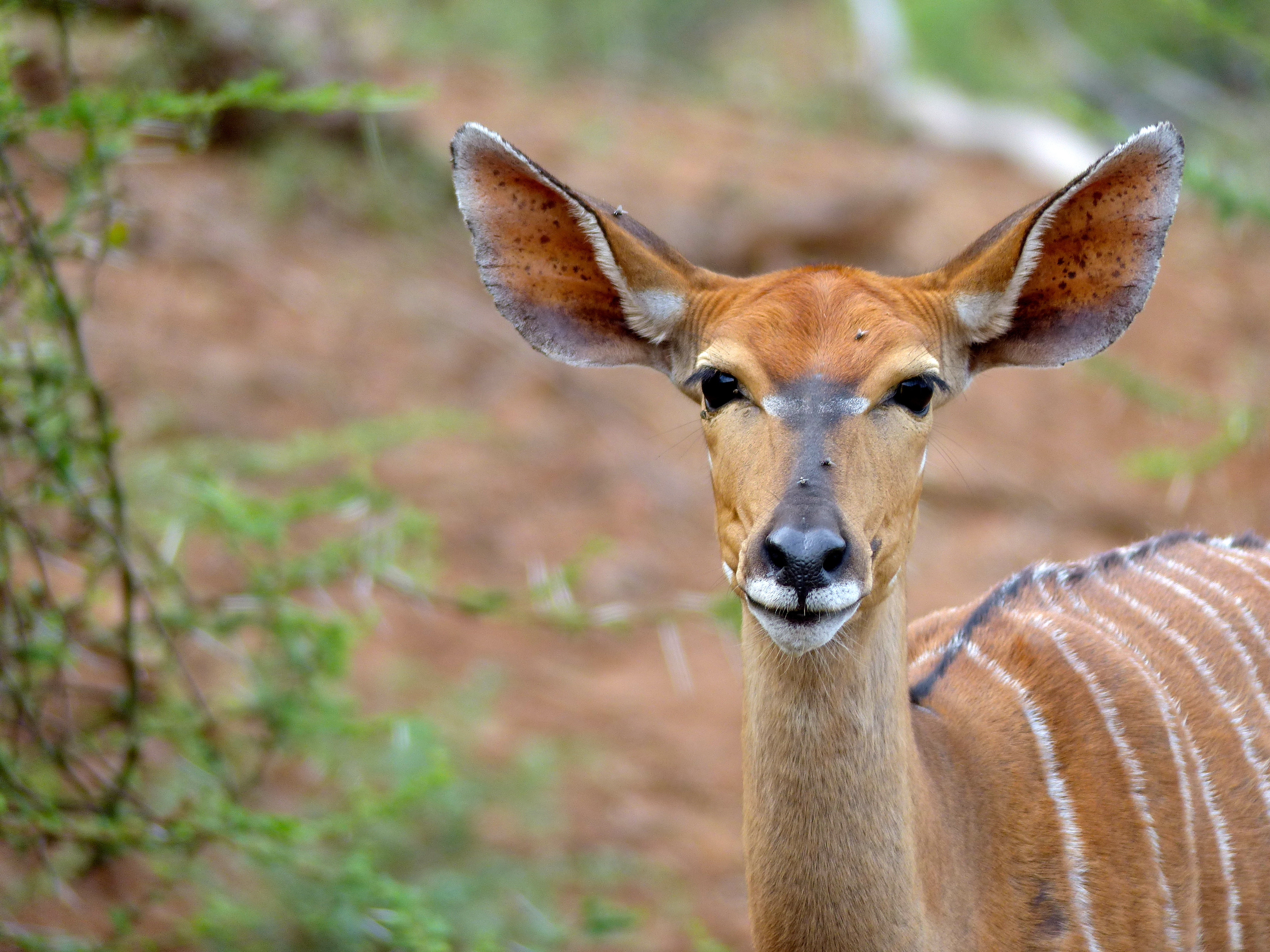
Détail de la tête ♀
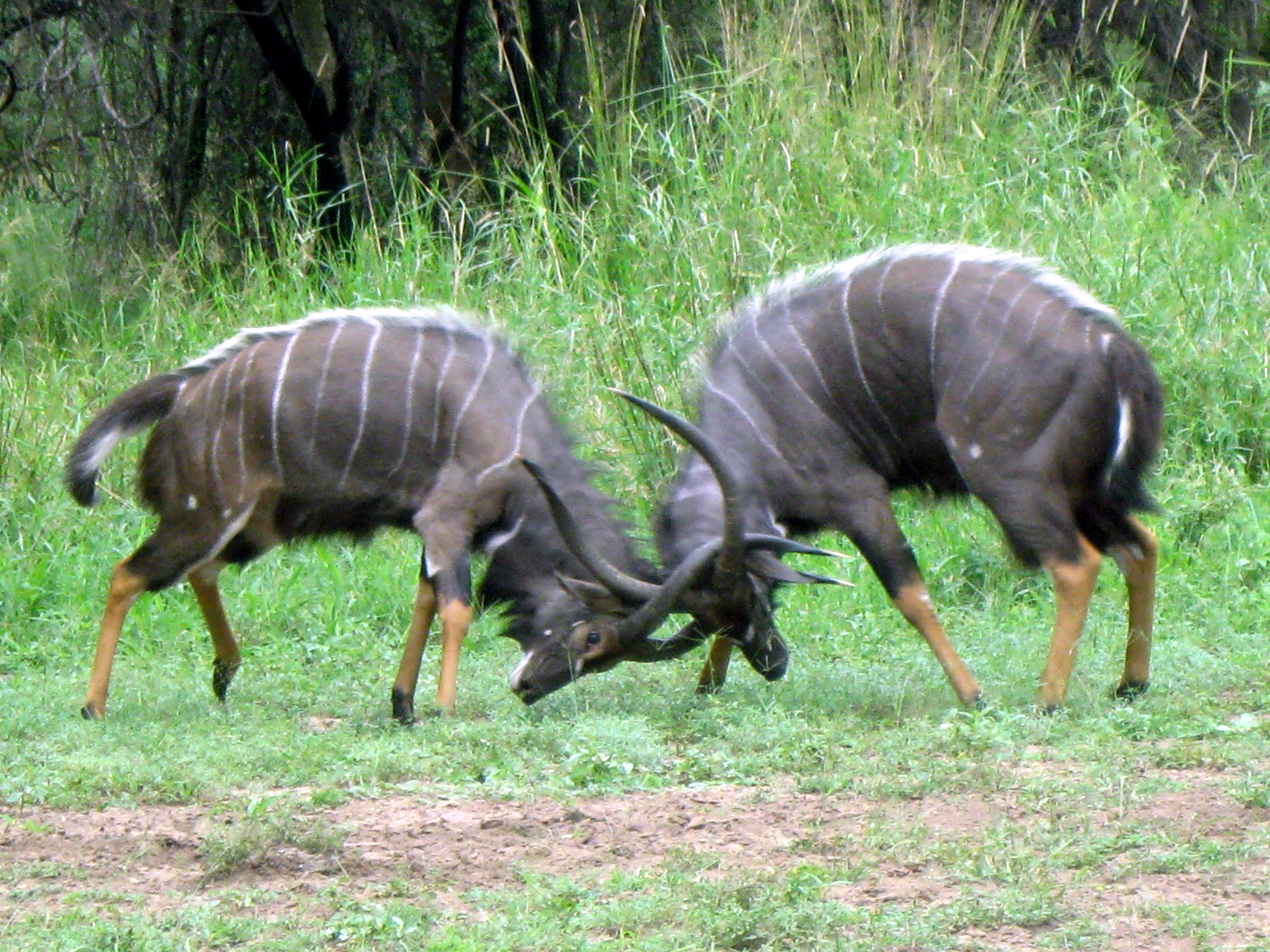